# سورس (موتور بازی)
سورس (به انگلیسی: Source) یک موتور بازی‌سازی سه‌بعدی است که توسط ولو توسعه داده شده. این موتور در سال ۲۰۰۴ به عنوان جانشین موتور گلدسورس معرفی شد و اولین بازی‌هایی که با آن منتشر شدند شامل هف لایف: سورس، کانتر استرایک: سورس و هف لایف ۲ بودند. شرکت ولو در سال‌های بعد در بسیاری از بازی‌های خود از جمله تیم فورترس ۲، کانتر استرایک: گلوبال آفنسیو، دوتا ۲ و مجموعه بازی‌های پورتال و لفت فور دد از سورس استفاده کرد.
از جمله بازی‌های شاخص ساخته‌شده توسط دیگر شرکت‌ها با استفاده از سورس می‌توان به بیشتر عناوین مجموعه تایتانفال، ومپایر: مسکرید بلادلاینز، دیر استر، استنلی پربل و ماد گری اشاره کرد. شرکت ولو تا پیش از جایگزینی این موتور با سورس ۲ در سال ۲۰۱۵، به‌روزرسانی‌هایی تدریجی برای آن منتشر می‌کرد.